# Josep Soteras i Romeu
Josep Soteras i Romeu (Barcelona, 5 de setembre de 1929 - Barcelona, 8 d'abril de 1987) fou un jugador d'hoquei sobre patins català de les dècades de 1940 i 1950.

## Trajectòria
Començà la seva carrera al Club Patí de Barcelona, començat a destacar al màxim nivell la temporada 1947-48. La temporada 1949-50 jugà al Centre d'Esports Sabadell i a partir de 1950 ingressà al RCD Espanyol, on agafà el relleu de Pere Nadal, i on guanyà el campionat català en diverses ocasions.
Fou 64 cops internacional amb la selecció espanyola entre 1948 i 1956, amb la qual guanyà dos campionats del món. També fou internacional amb la selecció de Catalunya/Barcelona els anys 1948-49. Fou, juntament amb Joan Antoni Zabalia el porter més destacat del seu temps. L'any 1957 es retirà definitivament de la pràctica esportiva.

## Palmarès
RCD Espanyol
- Campionat de Catalunya:
  - 1951, 1952, 1953, 1955, 1956
- Campionat d'Espanya:
  - 1951, 1954, 1955, 1956, 1957
- Copa de les Nacions:
  - 1953

Espanya
- Campionat del Món:
  - 1951, 1954